# HD66195
HD66195 — хімічно пекулярна зоря спектрального класу A0, що має видиму зоряну величину в смузі V приблизно  8,7.
Вона  розташована на відстані близько 762,0 світлових років від Сонця.

## Пекулярний хімічний склад
Зоряна атмосфера HD66195 має підвищений вміст 
Cr
.